# 4e cérémonie des Detroit Film Critics Society Awards
Ne doit pas être confondu avec la 4e cérémonie des Denver Film Critics Society Awards
La 4e cérémonie des Detroit Film Critics Society Awards (DFCS Awards), décernés par la Detroit Film Critics Society, a eu lieu le 16 décembre 2010, et a récompensé les films réalisés dans l'année.

## Palmarès

### Meilleur film
- Winter's Bone
  - 127 heures (127 Hours)
  - Inception
  - Le Discours d'un roi (The King's Speech)
  - The Social Network

### Meilleur réalisateur
- Danny Boyle pour 127 heures (127 Hours)
  - David Fincher pour The Social Network
  - Debra Granik pour Winter's Bone
  - Tom Hooper pour Le Discours d'un roi (The King's Speech)
  - Christopher Nolan pour Inception
  - Edgar Wright pour Scott Pilgrim (Scott Pilgrim vs. the World)

### Meilleur acteur
- Colin Firth pour le rôle du roi George VI dans Le Discours d'un roi (The King's Speech)
  - Jeff Bridges pour le rôle du Marshal Reuben J. Cogburn dans True Grit
  - Jesse Eisenberg pour le rôle de Mark Zuckerberg dans The Social Network
  - James Franco pour le rôle d'Aron Ralston dans 127 heures (127 Hours)
  - Ryan Gosling pour le rôle de Dean dans Blue Valentine

### Meilleure actrice
- Jennifer Lawrence pour le rôle de Ree Dolly dans Winter's Bone
  - Nicole Kidman pour le rôle de Becca Corbett dans Rabbit Hole
  - Carey Mulligan pour le rôle de Kathy dans Never Let Me Go
  - Natalie Portman pour le rôle de Nina dans Black Swan
  - Michelle Williams pour le rôle de Cindy dans Blue Valentine

### Meilleur acteur dans un second rôle
- Christian Bale pour le rôle de Dickie Eklund dans Fighter (The Fighter)
  - Andrew Garfield pour le rôle d'Eduardo Saverin dans The Social Network
  - John Hawkes pour le rôle de Teardrop dans Winter's Bone
  - Sam Rockwell pour le rôle de Kenny Waters dans Conviction
  - Mark Ruffalo pour le rôle de Paul dans Tout va bien, The Kids Are All Right (The Kids Are All Right)
  - Geoffrey Rush pour le rôle de Lionel Logue dans Le Discours d'un roi (The King's Speech)

### Meilleure actrice dans un second rôle
- Amy Adams pour le rôle de Charlene Fleming dans Fighter (The Fighter)
  - Helena Bonham Carter pour le rôle d'Elizabeth Bowes-Lyon dans Le Discours d'un roi (The King's Speech)
  - Greta Gerwig pour le rôle de Florence dans Greenberg
  - Melissa Leo pour le rôle d'Alice dans Fighter (The Fighter)
  - Jacki Weaver pour le rôle de Janine "Smurf" Cody dans Animal Kingdom

### Meilleure distribution
- Winter's Bone
  - Fighter (The Fighter)
  - Tout va bien, The Kids Are All Right (The Kids Are All Right)
  - Le Discours d'un roi (The King's Speech)
  - Scott Pilgrim (Scott Pilgrim vs. the World)

### Révélation de l'année
- Jennifer Lawrence – Winter's Bone
  - Andrew Garfield – The Social Network et Never Let Me Go
  - Chloë Moretz pour le rôle de Mindy Macready / Hit-Girl dans Kick-Ass
  - Chloë Moretz pour le rôle de Abby dans Laisse-moi entrer (Let Me In)
  - Greta Gerwig – Greenberg
  - Mia Wasikowska – Tout va bien, The Kids Are All Right (The Kids Are All Right)